# Estació de Santa Coloma de Cervelló
Santa Coloma de Cervelló és una estació ferroviària on hi paren trens de les línies suburbanes S3, S4, S8, S9, i de les línies de rodalia R6 i R60 de la Línia Llobregat-Anoia de FGC situada a prop de la població de Santa Coloma de Cervelló a la comarca del Baix Llobregat. Aquesta estació es va inaugurar l'any 2000.
La línia del carrilet entre Barcelona i Martorell pel marge dret del riu Llobregat es va posar en funcionament l'any 1912. En els treballs de duplicació de via entre Sant Boi i Sant Vicenç dels Horts, es construí una nova variant de traçat entre Sant Boi i Santa Coloma de Cervelló unit a la realització de 3 noves estacions. El 13 de febrer del 2000 es posà en funcionament la nova variant i les 3 estacions, aquesta de Santa Coloma de Cervelló més les estacions de Molí Nou | Ciutat Cooperativa i Colònia Güell.
Aquesta estació s'ubica dins de la tarifa plana de l'àrea metropolitana de Barcelona, qualsevol trajecte entre dos dels municipis de l'àrea metropolitana de Barcelona es valida com a zona 1.

## Serveis ferroviaris
| Línia Llobregat-Anoia de FGC |                                |                     |                        |                        |
| Procedència/Destinació       | <                              | Línia               | >                      | Procedència/Destinació |
| Barcelona - Pl. Espanya      | Colònia Güell                  |                     | Sant Vicenç dels Horts | Can Ros                |
| Barcelona - Pl. Espanya      | Colònia Güell                  | Olesa de Montserrat | Sant Vicenç dels Horts |                        |
| Barcelona - Pl. Espanya      | Colònia Güell                  | Martorell-Enllaç    | Sant Vicenç dels Horts |                        |
| Barcelona - Pl. Espanya      | Colònia Güell                  | Quatre Camins       | Sant Vicenç dels Horts |                        |
| Barcelona - Pl. Espanya      | Molí Nou \| Ciutat Cooperativa |                     | Sant Vicenç dels Horts | Igualada               |
| Barcelona - Pl. Espanya      | Sant Boi                       |                     | Sant Vicenç dels Horts | Igualada               |